# Exmouth
Exmouth – miasto w Wielkiej Brytanii, w Anglii w hrabstwie Devon przy ujściu rzeki Exe, nad kanałem La Manche. Port o znaczeniu regionalnym oraz popularna miejscowość wypoczynku letniego oraz piaszczysta plaża. Siedziba dużej jednostki Royal Marines i szkoły wojskowej. Rezerwat przyrodniczy przy ujściu rzeki Exe.

## Historia
Pierwsze zapisy o mieście pochodzą z XI wieku. Chociaż w pobliżu wykopano monety rzymskie, nie ma bezpośrednich dowodów, że miasto założyli Rzymianie. W średniowieczu miejscowość była portem rybackim, zaopatrującym głównie Exeter. Wraz z wybudowaniem kolei do Exeteru w r. 1861, miasto stało się popularnym ośrodkiem turystycznym.